# علم مجرد (برنامج تلفزيوني)
علم مجرد برنامج تلفزيوني يعرض على قناة ناشونال جيوغرافيك أبو ظبي، يتناول ويدرس بعض أكثر الخصائص تطرفًا لجيراننا من الكواكب، وبعض الامور العلمية المؤثرة في حياتنا مثل التي أسرت مخيلة الإنسان وطالما يكتنفها الغموض. 
يتم دبلجة البرنامج وتعريبه من المصدر الاصلي الأمريكي، وقد بدأ البرنامج منذ عام 2004 حتى الآن.